# 真锅政义
真锅政义（日语：／ Manabe Masayoshi，1963年8月21日—），出生于兵库县姬路市，是一名日本前男子排球运动员，曾在1985年至2003年服役于日本国家男子排球队，后又于2008年12月至2016年10月担任日本国家女子排球队主教练，期间曾率领日本女排在2012年伦敦奥运会上夺得铜牌。

## 生涯

### 现役时代
真锅少年时代崇拜棒球选手，升入中学后原本考虑加入学校的棒球社，但在班主任的建议下改为主攻排球，中学时代他在场上的位置是主攻手。升入大阪商業大學附属高等学校一年级后，他开始担当二传手，并曾代表母校参加全国高中校际比赛（インターハイ）并夺得冠军。
1981年，真锅升入大阪商業大學。1985年，已经是四年级学生的他代表日本队参加在神户举行的夏季世界大学生运动会并携手队友在总决赛以3:2的比分战胜苏联队取得冠军，同年加入日本国家男子排球队。随后他在同年11月举行的世界杯男子排球赛中登场，并携手队友为日本队取得了第6名的成绩。
1986年，他加入新日本制铁（现：堺Blazers）排球队。随后他为新日本制铁在第22届至第24届日本联赛的三连冠做出了自己的贡献。他亦于1988年的汉城奥运会中以日本队二传手的身份出场，最终日本队获得了第10名。1993年，真锅开始担任新日铁的球員兼領隊，指导并联同全队赢得了第3届和第4届日本V联赛的冠军。
1999年，真锅退出了新日铁队，加入了意大利排球甲级联赛的依维柯巴勒莫（Iveco Palermo）队，在经历了一个赛季的比赛之后，他感受到了意大利排球的水准之高，同时也意识到了专业意识与自主性的重要性。2000年，他回到日本，加入了旭化成Spark Kids（旭化成スパーキッズ）队。2002年，真锅退出了旭化成并加入松下电器黑豹（パナソニック・パンサーズ）队，服役期间，该队连续两年均获得第3名，2004年，他回到了旭化成队，同年又进入大阪体育大学大学院修读体育科学研究科，第二年，他凭借一篇学术论文获得了硕士学位。

### 教练时代
2005年5月，真锅正式退役，不久后便就任久光製藥Springs女排队的教练。就任第一年他就指导球队在当年的V联赛上获得亚军。2006-07赛季，他又指导球队以20胜7败的成绩晋级最后一轮并以3:2战胜JT吃惊仰天队获得冠军。
2008年12月，日本排球协会正式委任真锅出任新一季日本女排主教练。随后他成立了新的教练体制，各教练的分工的有所细化，4个教练分别在不同的方面指导选手。2010年11月，日本举办女排世锦赛，真锅在比赛中用iPad指导球员。最终日本队在三四名战中战胜对手，时隔32年再次获得该赛事奖牌。
2012年，日本女排参加伦敦奥运会，在比赛参加前不久，真锅为了让对手更加难以分析日本队的战术，更改了10名队员的球衣号码，在预赛中，日本队以3胜2负的成绩出线，8强比赛中日本队又以3:2的比分险胜中国队晋级4强，之后日本女排在準決赛中以0:3不敵劲旅巴西隊，无緣决賽。最後在銅牌赛中，日本队对战韩国队，最终日本队以3:0的比分击败对手，时隔28年后再次获得奥运奖牌。同年10月3日，真锅成功继任日本女排教练，随后他在记者会上称“要拿下里约奥运会金牌”。
在2013年11月举行的女排大冠军杯中，真锅尝试使用2011年女排世界杯之后构想出的新战术“MB1”。第一场比赛对阵欧洲冠军俄罗斯队，日本队起用迫田沙織作为副攻大竹里步的对角，最终真锅使用的这一战术帮助日本队以3:1取胜。随后日本队以3胜2负的成绩获得了此次大冠军杯的铜牌。
2014年8月20日，世界女排大奖赛的决赛在东京开赛，真锅在前一天披露了新的战术“Hybrid 6”（混合6）。日本队凭借该战术在前四场比赛中均获得胜利，第五战对阵之前同样四战全胜的巴西队，最终以0:3不敌对手获得第2名。在同年9月至10月举行的女排世锦赛，日本队仅获得第7名。2015年，日本队战绩不佳。当年的世界女排大奖赛决赛中，日本队5战全败，排名决赛组最后一名；在之后的女排世界杯，当真锅被记者告知其生日和牙买加短跑名将尤塞恩·博尔特一样时，他回应称自己也要率领球队拿下冠军，比赛期间，他将重点放在队员的防守上，最终日本队在比赛中7胜4败，位列第5。
2016年8月，真锅第二次以日本女子排球队教练的身份出现在奥运赛场上，赛前他为队伍定下的目标是要争取比2012年伦敦奥运更进一步。然而日本队在里约奥运期间的表现并不顺利，队伍在小组赛期间的第一个对手是实力与其相近的韩国队，结果以1比3落败，此之后日本队只战胜了喀麦隆队和阿根廷队，以2胜3负的战绩排名小组第四。在四分之一决赛中，日本队对阵在另一个小组中排名第一的美国队，最终队伍以0比3落败，没能达成真锅定下的目标。同年10月，真锅不再续任日本女子排球队主教练，转而担任2016年3月成立的“Victorina姬路”（ヴィクトリーナ姫路）女子排球队的经理。

## 出演

### 电视动画
- 海螺小姐（2015年8月23日，富士电视台）－本人[37]